# Nephrotoma mabelana
Nephrotoma mabelana is een tweevleugelige uit de familie langpootmuggen (Tipulidae). De soort komt voor in het Afrotropisch gebied.